# Takako Shirai
Takako Shirai (em japonês:  白井貴子; Okayama, 18 de julho de 1952) é uma ex-jogadora de voleibol do Japão que competiu nos Jogos Olímpicos de 1972 e 1976.
Em 1972, ela fez parte da equipe japonesa que conquistou a medalha de prata no torneio olímpico, no qual atuou em quatro partidas. Quatro anos depois, ela participou de cinco jogos e ganhou a medalha de ouro com o conjunto japonês no campeonato olímpico de 1976. Em 2000, foi introduzida no Volleyball Hall of Fame em Holyoke, Massachusetts.